# Râul Rădvanu
Râul Rădvanu este unul din cele două brațe care formează râul Argel.

## Hărți
- Harta județului Suceava